# Kultuurikatel
Kultuurikatel ("Kulturkitteln") är en estländsk institution för att främja kreativa idéer. Den drivs på icke-kommersiell basis av en kulturstiftelse.
Kultuurikatel invigdes 2015 och är arena för evenemang, utställningar och konserter. I huset finns verkstäder för ljud, för tilllverkning av produktprover och prototyper och provkök för utprovning av maträtter. Centret bedriver också verksamhet med Artists-in-residence.

## Byggnaden
Kultuurikatel är inrymt i Tallinns gamla kraftverk. Detta uppfördes efter det att Tallinns stad 1909 beslutat att elektrifiera staden. Den plats som valdes låg nära hamnen, där importerad kol från Storbritannien lossades. Projektet hade finansiella problem och tog tid att realisera. Byggandet av det nya kraftverket och nätet började i maj 1912 och slutfördes i december samma år. I slutet av mars anslöts den första förbrukaren.
Kraftverkets byggnad ritades av H. Schmidt. I nätets första etapp ingick 26 transformatorstationer och ett kabelnät för 3 kV högspänning och ett för 220 V. Kraftverket hade två ångpannor, tre Laval 250 hästkrafters ångturbiner anslutna till 166 kW växelströmsgeneratorer. Fram till 1940 utvidgades stationen ett flertal gånger.
Efter nedläggningen har lokalerna byggts om efter ritningar av Siiri Vallner och Indrek Peil.